# Tekellina
Genre
Tekellina est un genre d'araignées aranéomorphes de la famille des Synotaxidae.

## Distribution
Les espèces de ce genre se rencontrent en Amérique et en Asie de l'Est.

## Liste des espèces
Selon World Spider Catalog (version 26, 11/08/2025) :
- Tekellina araucana Marusik, Eskov & Ramírez, 2022
- Tekellina archboldi Levi, 1957
- Tekellina bella Marques & Buckup, 1993
- Tekellina crica Marques & Buckup, 1993
- Tekellina guaiba Marques & Buckup, 1993
- Tekellina haosiwen Lin & Li, 2024
- Tekellina helixicis Gao & Li, 2014
- Tekellina huihangi Lin & Li, 2024
- Tekellina minor Marques & Buckup, 1993
- Tekellina miuda Rodrigues & Estol, 2024
- Tekellina miudinha Rodrigues & Estol, 2024
- Tekellina picurrucha Rodrigues & Estol, 2024
- Tekellina sadamotoi Yoshida & Ogata, 2016
- Tekellina yoshidai Marusik & Omelko, 2017
- Tekellina zhangziqingi Yao, Liu & Lin, 2025

## Systématique et taxinomie
Ce genre a été décrit par Levi en 1957 dans les Theridiidae. Il est placé dans les Synotaxidae par Ramírez, Magalhaes, Pizarro-Araya, Ballarin, Marusik et Eskov en 2022.

## Publication originale
- Levi, 1957 : « The North American spider genera Paratheridula, Tekellina, Pholcomma and Archerius (Araneae: Theridiidae). » Transactions of the American Microscopical Society, vol. 76, p. 105-115.